# 萱野浩二
萱野 浩二（かやの こうじ、1960年2月28日 - ）は、東京都出身の元調教助手・現調教師。

## 経歴
1986年から美浦・奥平真治厩舎の調教助手となり、奥平は萱野の印象について「無口でおとなしくて真面目な子だった」と後に振り返っている。1997年に調教師免許を取得し、1998年に開業。
1年目の1998年は3月7日の中山第8競走4歳以上500万下・チェリーライデン（16頭9着）で初出走を果たし、4月4日の中山第7競走4歳500万下・ラカンで初勝利を挙げる。ラカンはニュージーランドトロフィー4歳ステークスにも出走させ、重賞初出走も果たした。初年度は出走させた頭数も少なく7勝止まりであったが、2年目の1999年は9勝、3年目の2000年は12勝と勝ち星を伸ばし、1999年には中山大障害・リンデンバウム（14頭中3着）でJ・GI初出走を果たす。2001年には桜花賞・マイネカプリースでGI初出走を果たし、5着の実績を残す。2002年には1月の東京ダート1600m戦にニシノハナグルマをデビューさせ、全く人気薄であったが、直線一気の豪脚でデビュー戦を飾った。追い込み脚質のためにアネモネステークス4着、ミモザ賞4着と一歩届かない成績が続いたが、4戦1勝で出走したフローラステークスで再び豪快な末脚を繰り出して重賞ウイナーの仲間入りを果たす。萱野も初めての重賞勝ちを飾り、騎乗した左海誠二も中央初勝利を重賞で飾る。優駿牝馬はスマイルトゥモローから1秒1差の9着、ダートに戻し、浦和記念では前を走るマキバスナイパーとベルモントアクターを捕らえ切れなかったものの中央勢最先着の3着と、その末脚は古牡馬を相手にしても互角以上であった。2003年は自己最多の20勝を挙げ、2009年にはマイネルファルケがマイルチャンピオンシップで18頭中14番人気ながらもゴール前まで逃げ粘って波乱を演出し、2010年はマイル戦線での活躍が期待されたが、京都金杯は同型僚馬のマイネルレーニアを先に行かせて抜け出したところを差し込まれて5着、東京新聞杯はマイペースに持ち込めたものの長い直線に息切れするように4着と敗れた。オープン特別の東風ステークスでは控える競馬で進境を見せたもののフィフスペトルの決め手に屈し、ダービー卿チャレンジトロフィーではショウワモダンとのマッチレースで1歩遅れを取って2着。安田記念でまさかの大敗を喫し、マイルチャンピオンシップも18着に終わった。
2012年7月7日の福島第11競走松島特別・マイネルギブソンで200勝を達成。
2016年にはトウショウドラフタがファルコンステークスで直線の叩き合いで馬場の中央から鋭く伸び、シュウジ、ブレイブスマッシュを破り重賞初制覇、萱野は14年ぶりの重賞制覇を飾る。トウショウドラフタはゲートは遅く、折り合いも難しく、決して乗りやすい馬ではなかったが、田辺裕信とのコンビではファルコンステークスを勝つ前も2戦2勝と相性が良かった。直前のクロッカスステークスでは渋った馬場ながら強い勝ち方をし、田辺曰く「ファルコンSも道悪だったので、チャンスはある」と思っていた。レースはいつもより好スタートを切ったが、田辺の無理することなく後方へ控えた判断が成功。前が飛ばしたことで流れたペースは序盤で10秒台のラップを連発し、その分、後半は時計がかかり、追い込み勢が台頭。田辺は「自分の馬が伸びているというより他が止まった感じでした」と振り返っているが、実際、レースの上がり3ハロンは39秒7もかかっていた。
大勢での食事中に脳梗塞で倒れたこともあったが、たまたま同席していた人の中に「実父が脳梗塞で倒れた現場に立ち会った」という人がいたため、すぐに処置ができた。そんな不幸中の幸いもあって、現場に復帰している。
2019年8月18日の札幌第12競走小樽特別にユニバーサルレディを出走予定であったが、蕁麻疹で取消となった後に、治療のために持込薬の小柴胡湯エキス顆粒を投与し、過怠金3万円の制裁が科された。
2021年6月2日の東京第2競走3歳未勝利・コトブキアルニラムで300勝を達成。

## 調教師成績
|            | 日付           | 競馬場・開催  | 競走名                                  | 馬名             | 頭数 | 人気 | 着順 |
| ---------- | -------------- | ------------- | --------------------------------------- | ---------------- | ---- | ---- | ---- |
| 初出走     | 1998年3月7日   | 2回中山3日8R  | 4歳以上500万下                          | チェリーライデン | 16   | 14   | 9着  |
| 初勝利     | 1998年4月4日   | 3回中山3日7R  | 4歳500万下                              | ラカン           | 14   | 5    | 1着  |
| 重賞初出走 | 1998年4月26日  | 2回東京2日11R | ニュージーランドトロフィー4歳ステークス | ラカン           | 18頭 | 17   | 13着 |
| 重賞初勝利 | 2002年4月21日  | 3回東京2日11R | フローラステークス                      | ニシノハナグルマ | 14頭 | 9    | 1着  |
| GI初出走   | 1999年12月18日 | 5回中山5日10R | 中山大障害                              | リンデンバウム   | 15頭 | 10   | 3着  |

### 主な管理馬
- ニシノハナグルマ（2002年フローラステークス）
- トウショウドラフタ（2016年ファルコンステークス）

その他
- ルミナスウォリアー

## 主な厩舎所属者
※括弧内は厩舎所属期間と所属中の職分。
- 横山賀一（2005年 - 2010年 調教助手）

- 増沢由貴子 (??-現在 調教助手))